# Honda F20C
Honda F20C и Honda F22C1 — рядные четырёхцилиндровые двигатели внутреннего сгорания, выпускавшиеся с 2000 по 2009 год японской компанией Honda и применявшихся в Honda S2000. Это одни из немногих автомобильных двигателей Honda, которые расположены продольно на заднеприводных автомобилях.
Двигатели F20C и F22C1 представляют собой дальнейшее развитие двигателей F-серии, которые устанавливались на Honda Accord и Prelude в середине 1990-х годов. Для максимально эффективного применения компактного двигателя инженеры Honda применили технологии, разработанные для гоночных двигателей Honda. Двигатели F20C и F22C1 имеют два верхних распредвала с роликовыми толкателями, усилители основной опоры, систему VTEC для впускного и выпускного коллекторов, гильзы цилиндров из армированного волокном металла (FRM), кованые алюминиевые поршни с покрытием из сульфида молибдена и цепь ГРМ.
Система VTEC состоит из двух отдельных профилей кулачков. Переменная фаза газораспределения не применяется. Для уменьшения трения в клапанном механизме применяются роликовые толкатели. Коромысла изготовлены с помощью литья под давлением.
Блок цилиндров изготовлен из алюминия с металлической втулкой, армированной волокном. Цепь ГРМ приводит в движение промежуточную шестерню, которая приводит в движение кулачки. Поршни изготовлены из кованого алюминия. Впускной коллектор был спроектирован с минимальным объёмом для быстрой реакции двигателя, а до 2004 года на двигатель устанавливался маховик массой 6,4 кг. Катализатор с высоким расходом подаётся вместе с системой впрыска отработанного воздуха, что значительно сокращает время отключения катализатора и выбросы вредных веществ на холоде.

## F20C
- Объём: 2,0 л (1997 см3)[2]
- Мощность:
  - JDM: 184 кВт (247 л. с.) при 8600 об/мин
  - USDM: 177 кВт (237 л. с.) при 8300 об/мин
- Крутящий момент:
  - JDM: 203 Н·м при 7500 об/мин
  - USDM: 210 Н·м при 7500 об/мин
- Предел оборотов: 9000 об/мин
- Включение VTEC: 5500—6000 об/мин (в зависимости от сигналов ЭБУ)

### Применения
- 1995—2005 Honda S2000 (Япония)
- 2000—2003 Honda S2000 (Северная Америка)
- 1999—2009 Honda S2000 (Великобритания, Европа, Австралия)
- 2009 IFR Aspid
- 2009 Skelta G-Force

## F22C1
- Объём: 2,2 л (2157 см3)
- Мощность:
  - USDM: 179 кВт (240 л. с.) при 7800 об/мин (в 2005 году мощность была снижена до 177 кВт (237 л. с.) при 7800 об/мин в соответствии со стандартом SAE Certified Power)
- Крутящий момент:
  - USDM: 220 Н·м при 6000 об/мин
- Предел оборотов: 8200 об/мин
- Включение VTEC: 6000 об/мин

### Применения
- 2004—2009 Honda S2000 (F22C1) (Северная Америка)
- 2006—2009 Honda S2000 (Япония)